# Coptotettix cangshanensis
Coptotettix cangshanensis är en insektsart som beskrevs av Zheng, Z., M. Nie och Pengxing He 2005. Coptotettix cangshanensis ingår i släktet Coptotettix och familjen torngräshoppor. Inga underarter finns listade i Catalogue of Life.